# رافینیا آلکانترا
رافائل آلکانتارا دو ناسیمنتو (به انگلیسی: Rafael Alcântara do Nascimento) ملقب به رافینیا (به انگلیسی: Rafinha) (متولد ۱۲ فوریه ۱۹۹۳)، یک فوتبالیست حرفه‌ای اهل برزیل است که به عنوان هافبک برای باشگاه العربی در لیگ قطر بازی می‌کند.
وی برادر تیاگو آلکانترا بازیکن حال حاضر تیم لیورپول است و فوتبال خود را از تیم‌های پایه باشگاه بارسلونا شروع کرد اما برخلاف برادرش تیاگو که تابعیت اسپانیایی و چندین بار برای تیم اسپانیا بازی کرده است رافینیا تابعیت برزیلی داشته و چندین بازی ملی با پیراهن برزیل انجام داده است‌.